# Гартамп (река)
Гарта́мп (фр. Gartempe) — река на юго-западе Франции, левый приток реки Крёз. Протекает по региону Новая Аквитания и Центральная Долина Луары. Длина 204,6 км, площадь водосборного бассейна — 3922 км². Средний расход воды в устье 38 м³/с. Гартамп — самый крупный из числа притоков Крёза.
Река берёт начало возле Пейрабу, в верхнем течении течёт на запад, затем возле города Беллак поворачивает на север. В городе Ля Рош-Позэ впадает в Крёз (бассейн Луары).
Основные притоки — Куз, Винку (левые); Сем, Брам и Англен (правые).
На Гартампе расположены города:
- Монморийон
- Сен-Савен
- Вик-сюр-Гартамп

На реке есть порог «Адская скала» (фр. Le Roc d'Enfer), который пользуется известностью у любителей водного туризма. Река Гартамп популярна среди любителей рыбной ловли. В городе Сен-Савен на берегу реки стоит знаменитое аббатство Сен-Савен-сюр-Гартамп, которое включено в число объектов Всемирного наследия ЮНЕСКО. В том же городе через реку переброшен старинный мост XII века.